# Microlejeunea papulosa
Microlejeunea papulosa là một loài Rêu trong họ Lejeuneaceae. Loài này được (Gottsche) Pearson mô tả khoa học đầu tiên năm 1892.